# Голубівка (Чернігівський район)
Голубі́вка — село в Україні, у Любецькій селищній громаді Чернігівського району Чернігівської області. Населення становить 41 осіб. До 2017 орган місцевого самоврядування — Малинівська сільська рада.

## Історія
12 червня 2020 року, відповідно до розпорядження Кабінету Міністрів України № 730-р «Про визначення адміністративних центрів та затвердження територій територіальних громад Чернігівської області», увійшло до складу Любецької селищної громади.
19 липня 2020 року, в результаті адміністративно - територіальної реформи та ліквідації Ріпкинського району, село увійшло до складу Чернігівського району Чернігівської області.